# Beatrice Straight
Beatrice Straight (Old Westbury, Nueva York, 2 de agosto de 1914-Los Ángeles, 7 de abril de 2001) fue una actriz teatral, cinematográfica y televisiva estadounidense. Ganadora de un premio Óscar por una actuación en la película Network que es la de menor duración de todas las premiadas hasta la fecha.

## Inicios y carrera
Su nombre completo era Beatrice Whitney Straight y nació en Old Westbury, Nueva York. Straight era la hija de Willard Dickerman Straight, un banquero, y Dorothy Payne Whitney. Tenía cuatro años de edad cuando su padre falleció en Francia a causa de la epidemia de gripe española mientras servía en el Ejército de los Estados Unidos durante la Primera Guerra Mundial. 
Tras volver a casarse su madre en 1925, esta vez con el agrónomo británico Leonard Knight Elmhirst, la familia se mudó a Inglaterra, siendo educada Straight allí y empezando a actuar en producciones teatrales de aficionados. 
De vuelta a los Estados Unidos, debutó como actriz teatral en el circuito de Broadway en 1939 con la obra The Possessed. La mayor parte de su trabajo teatral se ciñó a obras clásicas, entre ellas Noche de reyes (1941), Macbeth, y Las brujas de Salem (1953), pieza por la cual recibió un premio Tony, si  bien también interpretó a autores contemporáneos como Arthur Miller en The Crucible o Edward Albee en Everything in the Garden (1967).
Straight estuvo activa en los años iniciales de la televisión, actuando en series como Armstrong Circle Theatre, Hallmark Hall of Fame, Kraft Television Theatre, Studio One, The United States Steel Hour, Playhouse 90, Alfred Hitchcock Presents, Dr. Kildare, Ben Casey, Ruta 66, The Defenders, Misión: Imposible, y St. Elsewhere.  
Straight trabajó con poca frecuencia en el cine, pero es recordada por su papel de una asolada esposa enfrentándose a la infidelidad de su marido, William Holden, en la película de 1976 Network. Por este papel ganó el Óscar a la mejor actriz de reparto, durando su actuación cinco minutos y cuarenta segundos, la más corta con la que se ha conseguido un Óscar.
Otros de sus papeles para el cine y la televisión fueron el de la madre de Lynda Carter en la serie Wonder Woman, y el de Marion Hillyard, la controladora madre de Stephen Collins en The Promise. Quizás la interpretación más conocida del gran público fue la de la investigadora paranormal Martha Lesh en Poltergeist (1982).

### Vida personal
Straight se casó en dos ocasiones, la primera con Louis Dolivet, un activista francés de izquierdas que fue editor de la revista United Nations World y productor cinematográfico. Se divorciaron en 1949, y Straight se casó inmediatamente con el actor y productor Peter Cookson, con quien tuvo dos hijos.
Beatrice Straight habría padecido en sus últimos años una enfermedad de Alzheimer. Su fallecimiento tuvo lugar a causa de una neumonía en Los Ángeles, California, en 2001. Tenía ochenta y seis años de edad. Sus restos fueron incinerados, y las cenizas entregadas a sus allegados.

## Filmografía
| Año  | Cine                          | Papel                        | Observaciones                      |
| ---- | ----------------------------- | ---------------------------- | ---------------------------------- |
| 1952 | Phone Call from a Stranger    | Claire Fortness              |                                    |
| 1956 | The Silken Affair             | Theora                       |                                    |
| 1956 | Patterns                      | Nancy Staples                |                                    |
| 1959 | Historia de una monja         | Madre Christophe (sanatorio) |                                    |
| 1964 | The Young Lovers              | Mrs. Burns                   |                                    |
| 1973 | The Garden Party              |                              |                                    |
| 1976 | Network                       | Louise Schumacher            | Óscar a la mejor actriz de reparto |
| 1979 | Bloodline (Lazos de sangre)   | Kate Erling                  |                                    |
| 1979 | The Promise (Promesa de amor) | Marion Hillyard              |                                    |
| 1980 | The Formula (La fórmula)      | Kay Neeley                   |                                    |
| 1981 | Endless Love (Amor sin fin)   | Rose Axelrod                 |                                    |
| 1982 | Poltergeist                   | Dra. Lesh                    |                                    |
| 1983 | Two of a Kind (Tal para cual) | Ruth                         |                                    |
| 1985 | Wes Craven's Chiller          | Marion Creighton             |                                    |
| 1986 | Power                         | Claire Hastings              |                                    |
| 1991 | Deceived (Engañada)           | Madre de Adrienne            |                                    |

## Premios y nominaciones
Óscar
| Año  | Categoría               | Película | Resultado |
| ---- | ----------------------- | -------- | --------- |
| 1977 | Mejor actriz de reparto | Network  | Ganadora  |